# Polinago
Polinago (emilián nyelven Pulinègh) település Olaszországban, Emilia-Romagna régióban, Modena megyében. Lakosainak száma 1583 fő (2023. január 1.). Polinago Palagano, Prignano sulla Secchia, Serramazzoni, Lama Mocogno és Pavullo nel Frignano községekkel határos.

## Népesség
A település lakossága az elmúlt években az alábbi módon változott:
| Lakosok száma | 1645 | 1649 | 1583 |
|               | 2017 | 2018 | 2023 |